# 埃尔唐·费祖拉乌
埃尔唐·费祖拉乌（1988年6月9日—），是出生在南斯拉夫米特罗维察的科索沃裔的瑞典职业足球运动员，持有科索沃、阿尔巴尼亚和瑞典三国护照，司职前锋或左边锋。现效力于中甲联赛球会大连超越。

## 职业生涯

### 米亚尔比AIF
2007年1月，费祖拉乌回到瑞典加盟了当时处于瑞典足球甲级联赛的米亚尔比AIF，这也是他家乡附近级别最高的球队。他迅速融入了球队并且在该赛季取得了大爆发，2009赛季，他在14场比赛中攻入了13粒进球，为球队最终夺冠升级立下汗马功劳。

### NEC奈梅亨
2009年7月17日，荷甲联赛球队NEC奈梅亨宣布签下费祖拉乌。效力NEC的第一年，费祖拉乌表现中规中矩，但从第二年开始，他很难得到上场机会，在赛季中其他选择外租到丹麦球队兰讷斯。2011年，他再次以租借方式加盟了米亚尔比AIF。最初，他努力想在老东家证明自己的实力，但无奈精神与身体状态的不佳制约了他的发挥。在米亚尔比AIF呆了半个赛季之后，费祖拉乌逐渐找回了先前的状态，在15场比赛中攻入6球。2012年夏天，米亚尔比AIF试图签下费祖拉乌，但未能成行
。

### 尤尔格丹
2012年7月31日，瑞典球队尤尔格丹花费约1000万瑞典克朗从NEC签下了费祖拉乌，合同将在2016年到期。效力尤尔格丹期间，费祖拉乌在53场联赛中攻入了23粒进球。

### 北京国安
2014年夏天，费祖拉乌被租借到中超联赛球队北京国安，协议期限为半年，但赋予了国安优先签约权。值得一提的是，他在抵达北京后36个小时即参加了北京国安对阵大连阿尔滨的联赛，攻入两球助攻一球，首秀十分亮眼。在2014年中超联赛下半赛段比赛中，费祖拉乌出场12次，攻入7球，展现了不错的进球效率。11月14日，尤尔格丹官方宣布费祖拉乌正式转会至北京国安，并签约两年，费祖拉乌随即在他的新浪微博证实此事。
2015赛季，费祖拉乌状态出现起伏，其中在亚冠联赛国安客场对阵浦和红钻的比赛中两度错失单刀，又经历了相当长时间的球荒。虽然他在比赛中以庆祝动作表达了留在工体效力的愿望，但仍在赛季中段被国安用巴西前锋克莱伯取代。

### 大连超越
在国安预备队赋闲半年之后，2016年1月25日，费祖拉乌得到了中甲联赛新军大连超越的垂青，超越给予他象征球队绝对主力的10号球衣。

## 国家队生涯
2012年12月，费祖拉乌获选进入瑞典国家足球队，参加2013年1月进行的三场巡回赛。2013年1月23日，费祖拉乌在泰国国王杯瑞典对阵朝鲜的比赛中首度登场并攻入扳平一球。是役，瑞典在常规时间与朝鲜战成1-1的情况下，依靠点球大战击败朝鲜晋级，并成为了非正式世界足球冠军。

### 国家队入球
U21
| #  | 日期       | 赛场                 | 对手   | 进球 | 结果 | 赛事类型                  |
| -- | ---------- | -------------------- | ------ | ---- | ---- | ------------------------- |
| 1. | 2009-06-09 | 拉赫蒂体育场，拉赫蒂 | 芬兰   | 1–0  | 1–0  | 友谊赛                    |
| 2. | 2009-08-12 | 维堡体育场，维堡     | 丹麦   | 2–0  | 4–2  | 友谊赛                    |
| 3. | 2009-11-15 | 瑞典银行球场，马尔莫 |        | 1–0  | 5–1  | 2011欧足联U21锦标赛预选赛 |
| 4. | 2009-11-15 | 瑞典银行球场，马尔莫 | 2 –0   |      | 5–1  | 2011欧足联U21锦标赛预选赛 |
| 5. | 2009-11-15 | 瑞典银行球场，马尔莫 | 3 –0   |      | 5–1  | 2011欧足联U21锦标赛预选赛 |
| 6. | 2009-11-15 | 瑞典银行球场，马尔莫 | 5 –0   |      | 5–1  | 2011欧足联U21锦标赛预选赛 |
| 7. | 2010-03-02 | 市政体育场，安纳迪亚 | 葡萄牙 | 1–0  | 2–0  | 友谊赛                    |

成年队
| #  | 日期       | 赛场                               | 对手     | 进球 | 结果 | 赛事类型       |
| -- | ---------- | ---------------------------------- | -------- | ---- | ---- | -------------- |
| 1. | 2013-01-23 | 700年纪念体育场，清迈              | 朝鲜     | 1–1  | 1–1  | 2013泰国国王杯 |
| 2. | 2014-01-17 | 默罕默德·本·扎伊德体育场，阿布扎比 | 摩尔多瓦 | 1–1  | 2–1  | 友谊赛         |
| 3. | 2014-01-17 | 默罕默德·本·扎伊德体育场，阿布扎比 | 摩尔多瓦 | 2–1  | 2–1  | 友谊赛         |